# Georg Rösler (Politiker, 1921)

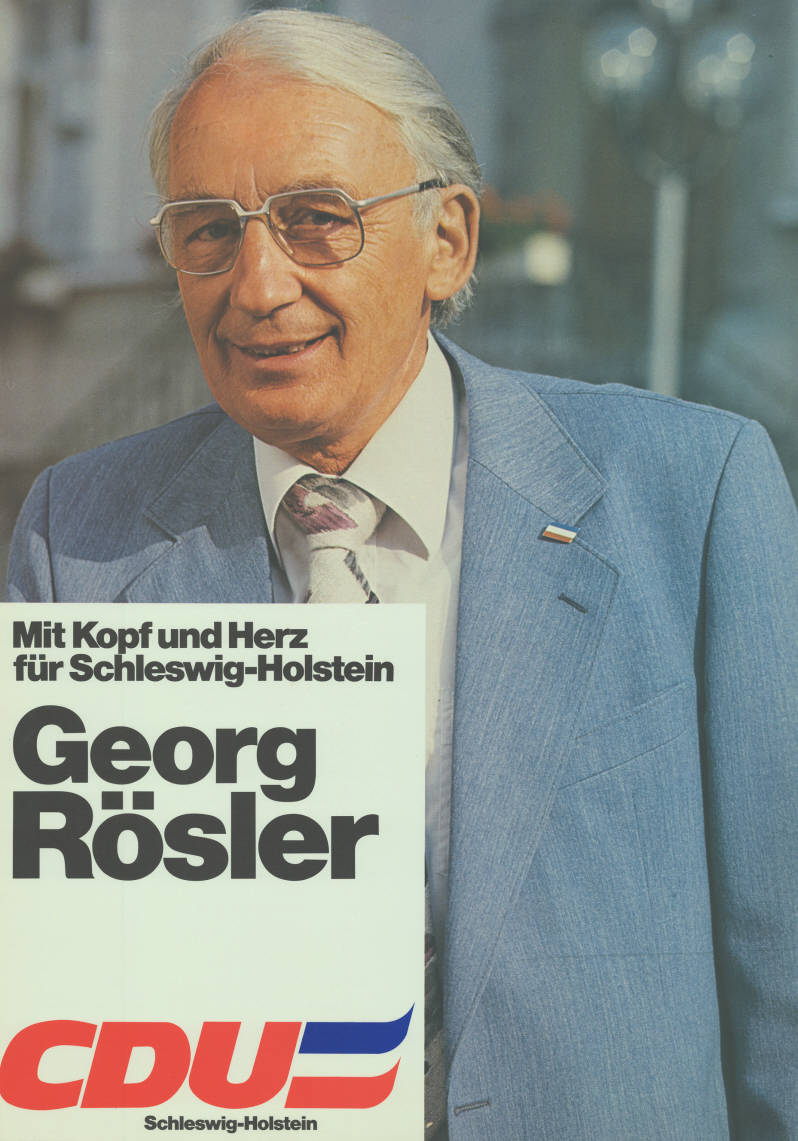
Kandidatenplakat zur Landtagswahl in Schleswig-Holstein 1979

Georg Rösler (* 19. Mai 1921 in Penzig, Schlesien; † 5. März 2001) war ein deutscher Politiker (CDU). Er war von 1975 bis 1987 Mitglied des Landtags von Schleswig-Holstein.

## Leben und Beruf
Georg Rösler erwarb zunächst den Hauptschulabschluss, besuchte dann eine Handelsschule und absolvierte eine Landwirtschaftslehre. Nach der Höheren Landbauschule war er staatlich geprüfter Landwirt. Zudem studierte er in Stuttgart Pädagogik. Rösler war später als Oberstudienrat im Schuldienst tätig. Er war verheiratet und Vater dreier Kinder.

## Politik
Rösler trat im Jahr 1955 in die CDU ein. Im CDU-Kreisverband Steinburg war er von 1971 bis 1980 Kreisvorsitzender. Er war zeitweise Mitglied der Ratsversammlung in Kellinghusen. Seit 1959 war er im Kreis Steinburg Kreistagsabgeordneter, von 1970 bis 1981 als Vorsitzender der CDU-Kreistagsfraktion. 1982 wurde er zum Kreispräsidenten gewählt.
Bei den Landtagswahlen in Schleswig-Holstein 1975, 1979 und 1983 wurde Rösler jeweils im Wahlkreis 16 (Steinburg-Ost) als Direktkandidat der CDU in den schleswig-holsteinischen Landtag gewählt. Er war Abgeordneter vom 26. Mai 1975 bis zum 2. Oktober 1987. Im Landtag übte er von 1975 bis 1979 das Amt des Schriftführers aus und war unter anderem im Sozialausschuss tätig, dessen Vorsitz er von 1983 bis 1987 führte.

## Ehrungen
Rösler wurde 1980 das Bundesverdienstkreuz am Bande und 1987 das Bundesverdienstkreuz 1. Klasse verliehen, zudem wurde er mit der Verleihung der Freiherr-vom-Stein-Medaille des Landes Schleswig-Holstein geehrt.